# 風夏
《風夏》是瀨尾公治創作的日本漫畫作品。於講談社漫畫雜誌《週刊少年Magazine》2014年11號開始連載至2018年18號完結。單行本全20卷。該作品是瀨尾公治在《週刊少年Magazine》連載的第四部作品，以前作《涼風》的男女主角所生的女兒秋月風夏當女主角，以她及男主角榛名優兩人為中心所描寫的故事。
改編電視動畫於2017年1月起至3月底播放。全12話。

## 劇情簡介
故事的舞台位於作者以前居住過的東京都板橋區成增。榛名優是一個孤獨的Twitter狂熱使用者。一日，優在購買晚餐的途中與一名叫秋月風夏的女孩相撞；風夏誤以為優在拍攝自己因摔倒而露出的內褲，便砸毀了他的手機洩憤。之後在優的提議下，風夏決定開始走音樂這條路，故事由此展開。

## 登場角色

### 主要角色
榛名優（聲：小林裕介）
男主角，故事開始時為高中一年級，性格內向怕生，說話很小聲，不擅於與人面對面交流，對於眼前發生的事情容易自己腦補，是Twitter的使用愛好者。轉學後與秋月風夏相遇，常被其牽著鼻子走，同時也漸漸受其所吸引。因為一次提議秋月風夏可試著朝音樂方向發展，促使秋月風夏成立樂團，並遭她半強迫地拉為團員，成為樂團「The Fallen Moon」（原作在碧井風夏加入後更名為Blue Wells）的貝斯手。
原作中在秋月風夏死後長期不去上學，聽見秋月風夏的預留音檔後重組樂團並身兼男主唱。遇見第二位「風夏」碧井風夏後，一開始由於對秋月風夏的思念而刻意只稱姓氏「碧井」，但藉由許多事件感受到自己漸漸喜歡上碧井風夏，在面對小雪的告白時確認這份心意，並改稱其名字「風夏」，最後與碧井風夏交往。
動畫則是在秋月風夏決定單飛後，面對小雪的告白時反而確認自己喜歡的是秋月風夏，之後寫了一首表達自己心意的歌曲並與秋月風夏確認彼此的心意，使秋月風夏回到樂團，最後與秋月風夏交往。
秋月風夏（聲：Lynn）
第一位「風夏」，《涼風》的主角秋月大和與秋月涼風的長女，故事開始時為高中一年級，個性開朗活潑、行動力強，因雙親皆為田徑選手因此運動神經極佳，說話很大聲。沒有使用手機，因為習慣聽CD而常隨身戴著耳機聽音樂，視小雪為偶像。原本對自身未來感到迷惘，在和優因誤會而相識後，聽了優的建議後決定作音樂，成立The Fallen Moon樂團並擔任女主唱。
原作中在與優的相處過程中逐漸發現自己喜歡上優，也與優交往。然而當The Fallen Moon樂團準備競奏演唱在前往活動地點時，被卡車撞死，導致樂團一度解散。番外篇中曾於中學三年級時與碧井風夏有一面之緣。
動畫則是The Fallen Moon受邀擔任暖場樂團，在前往活動地點時險些遭卡車撞擊，逃過死劫後表演也順利完成。然而由於在表演前夕撞見優與小雪約會並發現自己喜歡上優，對優產生複雜的心情且不敢面對優，加上之前受到音樂製作人最上彰的挖掘，而想單飛導致樂團一度解散。在小雪的提醒及聽了優創作的歌曲後，與優確認彼此的心意而回到樂團，最後與優交往。
碧井風夏
第二位「風夏」，來自伊豆，是個初展才華的音樂家，比優大兩歲。在街頭表演時與優相識，之後加入「Blue Wells」擔任吉他手及女主唱。其父親是撞死秋月風夏的卡車司機，事故發生後長期不去上學。在得知秋月風夏是優的女朋友之後，一度覺得自己是拆散優與秋月風夏的兇手(事故當天原本父親身體不適要請假，是自己硬要父親去上班才造成事故)而放棄音樂躲回老家，後受優說服而加入樂團。喜歡優，個性很男孩子氣，有著紅髮和姣好的身材，最後與優交往。番外篇中曾與秋月風夏有一面之緣。
冰無小雪（聲：早見沙織）
當紅歌手。優的青梅竹馬，以Hedgehogs團員的藝名和優互稱「小玉」及「阿笑」，因雙親離婚搬家而與優分開。其歌曲靈感來自對優的思念、愛慕及無法見面的心情。和優因推特而重逢，但因為兩人的會面引發緋聞而一度影響工作。
原作中在覺得自己無法繼續寫出暢銷歌曲後從偶像歌手引退，成為獨奏音樂家，後組戴兔子頭的兔子樂團並擔任主唱。在優與碧井風夏產生誤會時趁機向優告白未果，但其實知道優真正喜歡的是碧井風夏。最後在Blue Summer音樂祭中以個人名義與Hedgehogs聯合表演擔任主唱，並以兔子樂團團員的身分再度上台。活動結束後兔子樂團解散，正式加入Hedgehogs。
動畫則是在秋月風夏決定單飛後，到優的家裡關心因樂團陷入解散危機而沒去上學的優，在已知優與秋月風夏互相喜歡但雙方還未發現的情況下趁機向優告白未果，暫停所有演藝事業後成立戴兔子頭的兔子樂團並擔任主唱。

### The Fallen Moon
於學園祭演出時尚未命名，在三笠真琴提案參考團員的姓名後，以秋月風夏的「秋月」作為參考而命名。
原作中秋月風夏死後各團員無心繼續活動而一度解散，直到優聽見秋月風夏的預留音檔後再度重組，並由優擔任主唱。除了應屆畢業的那智一矢外，其餘團員均同進退從高中退學專心樂團活動，於碧井風夏加入後改名為Blue Wells。
動畫則是秋月風夏決定單飛後各團員無心繼續活動而一度解散，最後靠優作的歌曲而讓秋月風夏回到樂團，使樂團得以繼續活動。最後一集帶到秋月風夏因為放棄單飛向最上彰道歉後，最上改提出讓The Fallen Moon樂團出道的合約，優與秋月風夏仍在學。
榛名優
貝斯手，原作中在秋月風夏死後兼主唱，動畫則是因為秋月風夏逃過死劫而未兼任主唱。
秋月風夏
主唱，原本打算兼吉他手，在沙羅加入後只擔任主唱。
三笠真琴（聲：齊藤壯馬）
鍵盤手，優與秋月風夏的同學，故事開始時為高中一年級。擁有四分之一英裔德國血統。外貌清秀帥氣，多得女性青睞，不過本人表示自己對女性不感興趣。曾在國際鋼琴競賽少年組獲得優勝。故事一開始因為不想繼承父親安排的未來而單獨在外租屋居住，在樂團解散危機時一度回老家接受父親安排，但最後仍堅持作音樂。原作中隨著故事的發展，確認自己的心情之後察覺自己可能不是同性戀而是雙性戀，於是在第163話時向友美告白。最終與友美交往。
那智一矢（聲：興津和幸）
爵士鼓手，優與秋月風夏大兩屆的學長，故事開始時為高中三年級。多次邀請秋月風夏加入田徑社未果，從田徑社引退後反而被秋月風夏拉入樂團。原作最後與石見沙羅交往，交往前會抱怨小自己一屆的沙羅不對自己講敬語。
石見沙羅（聲：小松未可子）
吉他手，優與秋月風夏大一屆的學姐，故事開始時為高中二年級，優的網友。刺蝟樂團尚志的妹妹，在其訓練下有著高超的音樂技巧。與優一樣不擅長和人面對面交談，不知如何應對所以總以冰冷態度對人，所以常常使人以為很冷漠。然而當知道優是自己的網友後，面對優時容易慌張及臉紅，也因此對優特別溫柔，忌妒心強，曾暗戀優。原作最後與那智一矢交往。

### Blue Wells
原作中在碧井風夏加入樂團後由The Fallen Moon改名，其名稱參考碧井風夏的「碧井」，在歷經各種考驗後成為日本知名樂團，於最終回挑戰世界巡迴演出。
榛名優
貝斯手兼男主唱。
碧井風夏
吉他手兼女主唱。
三笠真琴
鍵盤手。
那智一矢
爵士鼓手。
石見沙羅
吉他手。

### Hedgehogs
優、小雪及兩位風夏憧憬的樂團，優與小雪甚至以團員的藝名互稱「小玉」及「阿笑」，曾經暫停音樂活動六年，在小玉和阿笑相隔六年再度回歸後復出。
友美（聲：日笠陽子）
優與風夏的班導，曾為Hedgehogs的鍵盤手。原作最後與三笠真琴交往。
矢矧伸明（聲：小野大輔）
海之屋的店主，曾為Hedgehogs的鼓手。
尚志（聲：平川大輔）
曾為Hedgehogs的吉他手。石見沙羅的哥哥。
阿笑（聲：中村悠一）
曾為Hedgehogs的貝斯手。
小玉（聲：沼倉愛美）
曾為Hedgehogs的主唱，原作中因病割除聲帶無法唱歌後轉為吉他手，動畫則無此設定。
冰無小雪（聲：早見沙織）
原作中在原主唱小玉因病割除聲帶無法唱歌後加入樂團並成為主唱，動畫則無此設定。

### 演藝界
天谷早織
事務所「TWINKLING STAR」的女社長。惡名昭彰。其實是為了培育出能夠超越Hedgehogs的樂隊，才對旗下的樂團如此嚴苛。

### 親屬
榛名麻耶（聲：高橋美佳子）
優的姐姐，榛名家的長女。在東京的廣告代理店工作，性格溫厚。
榛名響（聲：大西沙織）
優的姐姐，榛名家的次女，在東京讀大學。戴著眼鏡，性格冷靜。
榛名知歲（聲：本渡楓）
優的妹妹，榛名家的三女，就讀中學二年級。
三笠實琴（聲：鈴木繪理）
真琴的雙胞胎妹妹。
秋月涼風（聲：三橋加奈子）
秋月風夏的母親。
秋月大和（聲：中村太亮）
秋月風夏的父親。
秋月春風（聲：大和田仁美）
秋月風夏的妹妹。

### 前作登場人物
秋月涼風
秋月風夏的母親，前作「涼風」的女主角。
秋月大和
秋月風夏的父親，前作「涼風」的男主角。
藤川美穗
大和的表妹，秋月風夏的姑媽，原本要和秋月風夏去聽小雪的演唱會。
桐島 青大
前作「小鎮有你」的男主角，於Blue Summer音樂祭中擺攤設置桐島食堂。
桐島 柚希
前作「小鎮有你」的女主角，於Blue Summer音樂祭中和青大一起擺攤。

## 出版書籍
| 卷數 | 講談社         | 講談社                 | 東立出版社     | 東立出版社             |
| 卷數 | 發售日期       | ISBN                   | 發售日期       | ISBN                   |
| ---- | -------------- | ---------------------- | -------------- | ---------------------- |
| 1    | 2014年5月16日  | ISBN 978-4-06-395086-1 | 2014年9月17日  | ISBN 978-986-365-323-3 |
| 2    | 2014年7月17日  | ISBN 978-4-06-395133-2 | 2014年11月14日 | ISBN 978-986-365-324-0 |
| 3    | 2014年10月17日 | ISBN 978-4-06-395223-0 | 2014年12月25日 | ISBN 978-986-382-052-9 |
| 4    | 2014年12月17日 | ISBN 978-4-06-395272-8 | 2015年2月12日  | ISBN 978-986-382-493-0 |
| 5    | 2015年2月17日  | ISBN 978-4-06-395320-6 | 2015年4月10日  | ISBN 978-986-382-877-8 |
| 6    | 2015年5月15日  | ISBN 978-4-06-395397-8 | 2015年7月3日   | ISBN 978-986-431-523-9 |
| 7    | 2015年7月17日  | ISBN 978-4-06-395439-5 | 2015年9月17日  | ISBN 978-986-431-868-1 |
| 8    | 2015年10月16日 | ISBN 978-4-06-395517-0 | 2016年1月7日   | ISBN 978-986-462-397-6 |
| 9    | 2015年12月17日 | ISBN 978-4-06-395564-4 | 2016年2月19日  | ISBN 978-986-462-801-8 |
| 10   | 2016年3月17日  | ISBN 978-4-06-395619-1 | 2016年6月22日  | ISBN 978-986-470-120-9 |
| 11   | 2016年5月17日  | ISBN 978-4-06-395671-9 | 2016年8月22日  | ISBN 978-986-470-417-0 |
| 12   | 2016年8月17日  | ISBN 978-4-06-395732-7 | 2016年11月10日 | ISBN 978-986-470-870-3 |
| 13   | 2016年12月16日 | ISBN 978-4-06-395825-6 | 2017年2月21日  | ISBN 978-986-482-541-7 |
| 14   | 2017年1月17日  | ISBN 978-4-06-395851-5 | 2017年5月8日   | ISBN 978-986-482-708-4 |
| 15   | 2017年3月17日  | ISBN 978-4-06-395892-8 | 2017年7月24日  | ISBN 978-986-486-051-7 |
| 16   | 2017年6月16日  | ISBN 978-4-06-395960-4 | 2017年9月11日  | ISBN 978-986-486-514-7 |
| 17   | 2017年9月15日  | ISBN 978-4-06-510190-2 | 2017年12月8日  | ISBN 978-986-486-903-9 |
| 18   | 2017年11月17日 | ISBN 978-4-06-510369-2 | 2018年2月6日   | ISBN 978-986-260-173-0 |
| 19   | 2018年2月16日  | ISBN 978-4-06-510973-1 | 2018年6月7日   | ISBN 978-957-260-771-8 |
| 20   | 2018年4月17日  | ISBN 978-4-06-511242-7 | 2018年7月16日  | ISBN 978-957-261-146-3 |

### 相關書籍
導讀手冊
2016年12月16日發售、ISBN 978-4-06-393133-4
2018年4月13日（電子書版）；2018年4月17日發售、ISBN 978-4-06-511275-5
動畫相關
- 風夏 TVアニメ設定資料集（diomedéa）

2017年9月14日發售、

## 電視動畫
2016年8月宣布改編為電視動畫。2017年1月起在MBS電視台、TOKYO MX、BS11、WOWOW等電視台播放。

### 製作人員
- 原作：瀨尾公治
- 監督：草川啟造[2]
- 系列構成：朱白葵[2]
- 角色設計：本田美乃[2]
- 美術監督：高橋麻穗[2]
- 色彩設計：小川由美香[2]
- 攝影監督：伊藤康行[2]
- LO監修：益田賢治[2]
- 音響監督：明田川仁[2]
- 音樂：伊賀拓郎 / WEST GROUND[2]
- 音樂製作：Flying DOG[2]
- 動畫製作：Diomedéa[2]

### 主題曲
片頭曲「Climber's High!」
作詞：瀨尾公治，作曲：WEST GROUND，編曲：SHO from MY FIRST STORY，主唱：沼倉愛美
片尾曲
（第1話－第5話、第7話－第11話）
作詞：瀨尾公治，作曲：秋浦智裕，編曲：WEST GROUND，主唱：中島愛
「雪花火」（第6話）
作詞、作曲：川嶋愛，編曲：伊賀拓郎，主唱：冰無小雪（早見沙織）
插曲
「MEMORIES」（第1話、第2話）
作詞、作曲：川嶋愛，編曲：伊賀拓郎、伊藤直樹，主唱：冰無小雪（早見沙織）
（第2話、第8話、第10話）
作詞：瀨尾公治，作曲：WEST GROUND，編曲：SHO from MY FIRST STORY
主唱（第2話）：小玉（沼倉愛美）
主唱（第8話）：秋月風夏（Lynn）、冰無小雪（早見沙織）
主唱（第10話）：秋月風夏（Lynn）
「Climber's High!」（第4話、第5話、第7話、第8話、第10話、第12話）
作詞：瀨尾公治，作曲：WEST GROUND，編曲：SHO from MY FIRST STORY，主唱：秋月風夏（Lynn）
「for you」（第10話、第12話）
作詞：ezora，作曲：WEST GROUND，編曲：SHO from MY FIRST STORY，主唱：秋月風夏（Lynn）
（第11話）
作詞、編曲：伊藤直樹，作曲：WEST GROUND，主唱：秋月風夏（Lynn）
「Fair wind」（第12話）
作詞：ezora，作曲：WEST GROUND，編曲：SHO from MY FIRST STORY，主唱：秋月風夏（Lynn）

### 各話列表
| 話數 | 日文標題  | 中文標題   | 劇本     | 分鏡                                | 演出                       | 作畫監督 | 總作畫監督                            |
| ---- | --------- | ---------- | -------- | ----------------------------------- | -------------------------- | --- | ------------------------------------- |
| 1    |           | 風夏！     | 朱白葵   | 草川啟造                            | 水本葉月 久慈悟郎          | 福田佳太、槙田路子、野村治嘉 石丸史典、久留米東、小澤圓 是本晶、Lee Duk Ho                                                           | 本多美乃                              |
| 2    |           | 展翅高飛！ | 朱白葵   | 渡邊哲哉                            | 村上勉                     | 井畑翔太、小川茜、王國年 槙田路子、福田佳太、望月俊平 野村治嘉、石丸史典、澤木巳登理 李少雷、管振宇、YU BONGHYUN                     | 本多美乃 石川雅一 井出直美 松本麻友子 |
| 3    |           | 三角關係！ | 朱白葵   | 山田浩之                            | 小野步                     | 加藤弘將、小川茜、德永 望月俊平、福田佳太、福島秀機 大村將司、森悅史、南伸一郎 德田夢之介、武內啟、櫻井拓郎 關本美穗                 | 本多美乃 石川雅一 井出直美 松本麻友子 |
| 4    |           | 演唱會！   | 朱白葵   | 福富博、尋田耕輔 久慈悟郎、水本葉月 | 尋田耕輔                   | Lee Duk Ho、小川茜 福田佳太、槙田路子、野村治嘉 石丸史典                                                                             | 本多美乃 石川雅一 井出直美 松本麻友子 |
| 5    |           | 伙伴！     | 朱白葵   | 大町生、水本葉月                    |                            | 加藤弘將、德永、小川茜 望月俊平、大村將司、福田佳太 石丸史典、野村治嘉、小澤圓 管振宇、李少雷、YU BONGHYUN Park Jaeseok、Park Sangho | 本多美乃 石川雅一 井出直美 松本麻友子 |
| 6    |           | 冰無小雪   | 朱白葵   | 山田浩之                            | 安藤貴史 小野步            | 加藤弘將、小川茜、望月俊平 福田佳太、石丸史典、野村治嘉 飯塚葉子、門智昭、櫻井拓郎 鳥山冬美、七荻貳夜                                | 本多美乃 石川雅一 井出直美 松本麻友子 |
| 7    |           | 炸開！     | 待田堂子 | 日色如夏                            | 日色如夏                   | 加藤弘將、望月俊平、德永 野村治嘉、石丸史典、槙田路子 大村將司、小澤圓、Lee Duk Ho Yu Min Zi                                         | 本多美乃 石川雅一 井出直美 松本麻友子 |
| 8    |           | Top！      | 朱白葵   | 大町生 井畑翔太                     | 井畑翔太                   | 加藤弘將、德永、小川茜 望月俊平、福田佳太、石丸史典 野村治嘉、小澤圓、久留米東 Lee Duk Ho                                            | 本多美乃 石川雅一 井出直美 松本麻友子 |
| 9    |           | 約會！     | 待田堂子 | 山田浩之                            | 左藤洋二                   | 加藤弘將、小川茜、望月俊平 德永、槙田路子、福田佳太 野村治嘉、石丸史典、大村將司 本多辰雄、小澤圓                                    | 本多美乃 石川雅一 井出直美 松本麻友子 |
| 10   |           | 命運       | 待田堂子 | 久慈悟郎                            | 久慈悟郎                   | 加藤弘將、德永、小川茜 望月俊平、福田佳太、石丸史典 野村治嘉、槙田路子、小澤圓 井畑翔太、久留米東、Lee Duk Ho                        | 本多美乃 石川雅一 井出直美 松本麻友子 |
| 11   |           | 樂團       | 待田堂子 | 玉木慎吾 稻垣隆行                   | 水本葉月 尋田耕輔 久慈悟郎 | 加藤弘將、德永、小川茜 望月俊平、福田佳太、石丸史典 野村治嘉、槙田路子、大村將司 川島尚、丸山修二、陣內美帆 小澤圓                   | 本多美乃 石川雅一 井出直美 松本麻友子 |
| 12   | Fair wind | Fair wind  | 朱白葵   | 大町生 草川啟造                     | 草川啟造                   | 加藤弘將、德永、小川茜 望月俊平、福田佳太、石丸史典 野村治嘉、槙田路子、井畑翔太 丸山修二、本田辰雄、小澤圓                          | 本多美乃 石川雅一 井出直美 松本麻友子 |

### BD/DVD
| 卷數 | 發售日期      | 収録話          | 規格品番   | 規格品番   |
| 卷數 | 發售日期      | 収録話          | BD初回版   | DVD初回版  |
| ---- | ------------- | --------------- | ---------- | ---------- |
| 1    | 2017年3月29日 | 第1話 - 第2話   | 1000640880 | 1000640959 |
| 2    | 2017年4月26日 | 第3話 - 第4話   | 1000640882 | 1000640960 |
| 3    | 2017年5月24日 | 第5話 - 第6話   | 1000640885 | 1000640961 |
| 4    | 2017年6月28日 | 第7話 - 第8話   | 1000640956 | 1000640962 |
| 5    | 2017年7月26日 | 第9話 - 第10話  | 1000640957 | 1000640963 |
| 6    | 2017年8月23日 | 第11話 - 第12話 | 1000640958 | 1000640964 |

## 迴響
由於故事中的女主角秋月風夏在劇中突然死亡的橋段對《週刊少年Magazine》而言相當罕見，因而引發了一些話題，尤其因為秋月風夏是前作「涼風」男女主角秋月大和及秋月涼風的女兒，不少讀者對此橋段無法接受造成人氣下降。因此在決定製作動畫後，在作者和製作人有想看到秋月風夏活下來的共識，以及動畫只有12集無法安排碧井風夏加入的情況下，改為秋月風夏逃過死劫。不過作者不後悔原作讓秋月風夏死亡促使男主角榛名優成長的安排。

## 外部連結
- マガメガ 風夏 （页面存档备份，存于）（日語）
- TVアニメ『風夏』公式サイト （页面存档备份，存于）（日語）
- TVアニメ『風夏』MBS公式サイト （页面存档备份，存于）（日語）
- アニメプレミア〜風夏 （页面存档备份，存于）（日語）
- TVアニメ『風夏』公式的X（前Twitter）（日語）